# Devo
A Devo az 1980-as évek egyik legnépszerűbb újhullámos (new wave) együttes.  1973-ban alakultak meg. A tagok az ohiói Kent-ből, illetve Akron-ból származnak. Fő jellemzőik az újhullám első, poszt-punk korszakából eredő nyers és minimalista gitárzene ötvözése hipnotikus és szintén egyszerű szintipop-elemekkel, valamint a punkra jellemző aktivista társadalomkritika szelidebb, erősen szatirikus és iróniával átszőtt, sokszor groteszk összművészeti elemekben (dalszövegek, színpadi jelmezek és fellépés, a kilpekhez kapcsolódó hosszabb koncept videók) megvalósuló fajtája.   A név a "de-evolution", "devolution" szóból (jelentése: visszafejlődés) származik, amely szintén egy szatirikus koncept elem, és az emberiség állítólagos "fejlődésének", evolúciójának (értve ezen biológiait és kulturálist egyaránt) tart görbe tükröt. Az együtteshez a magyar zenei szcénából a szintén újhullámosnak nevezett KFT hasonlítható leginkább.
Az együttes szerezte a klasszikus Nickelodeon-os sorozat, a Rocket Power főcímdalát is. A zenekar 2001-ben kiadott egy "P'Twaaang!" című albumot is, amelyen "The Wipeouters" néven szerepeltek. Legismertebb daluknak a "Whip It" számít, amely a népszerű Stranger Things sorozatban is hallható. Híresek lettek még különleges fejfedőikről is, amelyet "Energy Dome" névvel illet az együttes. Bob Casale 2014-ben elhunyt. Első nagylemezük bekerült az 1001 lemez, amelyet hallanod kell, mielőtt meghalsz című könyvbe.
Az együttes a new wave, post-punk és szintipop műfajokban játszik (legelső albumukon még art rockot
és punk rockot is játszottak). Legrosszabb albumuknak az 1984-es "Shout" számít, "mesterséges szintipop" hangzása miatt, de az előzőeknél jóval kommerszebb hangzású (dance rock/disco/elektronikus zene) "Total Devo" is negatív kritikákat kapott.  Ugyanúgy a pop rock/elektronikus hangzású "Smooth Noodle Maps" is két csillagot ért el az ötből az Allmusic honlapján, Az alacsony értékelés ellenére az Allmusic kritikusa megjegyezte, hogy "de legalább próbálnak valami újat alkotni". Az eddigi utolsó, 2010-es albumuk újból pozitív kritikákat kapott, az Allmusic oldalán 3.5 csillagot ért el az ötből. A The Times 4 csillaggal jutalmazta.

## Tagjai
- Gerald Casale – basszusgitár, ének, basszus szintetizátor (1973-1991, 1996-)
- Mark Mothersbaugh – ének, billentyűk, gitár (1973-1991, 1996-)
- Bob Mothersbaugh – gitár, ének (1974-1991, 1996-)
- Josh Freese – dob (1996-)
- Josh Hager – billentyűk, gitár (2014-)

## Korábbi tagok
- Bob Casale – gitár, billentyűk, vokál (1973-1974, 1976-1991, 1996-2014, 2014-ben elhunyt)
- Bob Lewis – gitár (1973-1976)
- Rob Reisman – dob (1973)
- Fred Weber – ének (1973)
- Jim Mothersbaugh – elektronikus hangszerek (1974-1976)
- Alan Myers – dob (1976-1986, 2013-ban elhunyt)[13]
- David Kendrick – dob (1987-1991, 1996-2004)
- Jeff Friedl – dob (2008-2014)

## Diszkográfia
- Question: Are We Not Men? Answer: We Are Devo! (1978)
- Duty Now for the Future (1979)
- Freedom of Choice (1980)
- New Traditionalists (1981)
- Oh, No! It's Devo! (1982)
- Shout (1984)
- Total Devo (1988)
- Smooth Noodle Maps (1990)
- Something for Everybody (2010)